# Distichophyllidium nymanianum
Distichophyllidium nymanianum är en bladmossart som beskrevs av Fleischer 1908. Distichophyllidium nymanianum ingår i släktet Distichophyllidium och familjen Daltoniaceae. Inga underarter finns listade i Catalogue of Life.